# Förstakammarvalet i Sverige 1892
Förstakammarvalet i Sverige 1892 var ett val i Sverige. Valet utfördes av landstingen och i de städer som inte hade något landsting utfördes valet av stadsfullmäktige. 1892 fanns det totalt 878 valmän, varav 869 deltog i valet.
I Skaraborgs läns valkrets ägde valet rum den 1 mars. I Jönköpings läns valkrets, Hallands läns valkrets, Göteborgs och Bohusläns valkrets, Älvsborgs läns valkrets, Värmlands läns valkrets och Örebro läns valkrets ägde valet rum den 20 september. I Västernorrlands läns valkrets ägde valet rum den 21 september. I Blekinge läns valkrets, Kristianstads läns valkrets, Malmöhus läns valkrets och Kopparbergs läns valkrets ägde valet rum den 27 september. I Kalmar läns norra valkrets, Kalmar läns södra valkrets och Västmanlands läns valkrets ägde valet rum den 28 september och i Stockholms stads valkrets ägde valet rum den 1 oktober.

## Valresultat
| Parti  | Parti                     | Röster | Valda | Mandatfördelning  | Mandatfördelning | Mandatfördelning |
| Parti  | Parti                     | Röster | Valda | FK 1892 (Lagtima) | FK 1893          | +/-              |
| ------ | ------------------------- | ------ | ----- | ----------------- | ---------------- | ---------------- |
|        | Protektionistiska partiet | 661    | 16    | 84                | 93               | +9               |
|        | Minoritetspartiet         | 180    | 3     | 36                | 35               | -1               |
|        | Partilösa                 | 128    | 4     | 27                | 20               | -7               |
|        | Övriga                    | 333    | 0     | 0                 | 0                | +-0              |
| Totalt | Totalt                    | 1 302  | 23    | 147               | 148              | +1               |

Det protektionistiska partiet behöll alltså egen majoritet.

## Invalda riksdagsmän
Stockholms stads valkrets:
- Oscar Björnstjerna, min

Jönköpings läns valkrets:
- Magnus Söderberg, prot
- Gustaf Almqvist, prot
- Axel Fagerholm, prot

Kalmar läns norra valkrets:
- Theodor Odelberg, prot

Kalmar läns södra valkrets:
- Johan Sandberg, prot

Blekinge läns valkrets:
- Hans Hansson Wachtmeister, prot

Kristianstads läns valkrets:
- Nils Håkansson, prot
- Johan De la Gardie

Malmöhus läns valkrets:
- Per Bondesson, prot
- Åke Sjölin, min

Hallands läns valkrets:
- Carl Fehrman

Göteborgs och Bohusläns valkrets:
- Gustaf Snoilsky

Älvsborgs läns valkrets:
- Lars Wingqvist, prot
- Jonas Alströmer, prot

Skaraborgs läns valkrets:
- Johan Boström, prot

Värmlands läns valkrets:
- Carl Moberg, prot
- Richard Åkerman, prot
- Teofron Säve, prot

Örebro läns valkrets:
- Henning Trägårdh

Västmanlands läns valkrets:
- Erik Lewenhaupt, prot

Kopparbergs läns valkrets:
- Carl Pettersson, prot

Västernorrlands läns valkrets:
- Magnus Arhusiander, min

## Fotnoter
1. ↑  Siffrorna avser de sammanlagda röstetalen för de riksdagsledamöter som tillhörde respektive parti och valdes under detta år. Rösterna på kandidater som tillhörde partierna men inte vann ett riksdagsmandat har alltså sorterats in under "övriga". Röstetalen på valkretsnivå är hämtade från SCB och riksdagsledamöternas partitillhörigheter är baserade på uppgifter från bokserien Tvåkammarriksdagen 1867–1970.